# Edmundo Sheffield, 2.º Duque de Buckingham e Normanby
Edmundo Sheffield, 2.º Duque de Buckingham e Normanby (11 de janeiro de 1716 – 30 de outubro de 1735) foi um nobre britânico, estilizado como Marquês de Normanby de 1716 até 1721.
Era o filho mais velho e único legitimo de João Sheffield, 1.º Duque de Buckingham e Normanby, e sucedeu seu pai em 1721. Matriculou-se no Queen's College em 1732 e morreu de tuberculose em Roma em 1735. Como nunca havia casado nem deixou filhos, o duncado foi extinto após sua morte.